# Guix ortopèdic

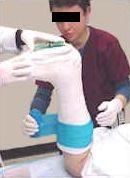
Col·locació d'un apòsit quirúrgic en el membre inferior

Dins l'entorn de la traumatologia el guix ortopèdic, també conegut com a l'escaiola ortopèdica o escaiola quirúrgica consisteix en un teixit impregnat d'un material que s'endureix en assecar-se, utilitzat per garantir la immobilització d'un membre per raó d'un trauma o fractura, en cas de lesions de tendons o en ortopèdia, per corregir una deformitat.

## Descripció tècnica
Les tires de guix convencionals estan impregnades amb sulfat de calci, que s'endureix en assecar-se alliberant calor. Al contrari que el morter i el ciment, l'escaiola roman força tova després de posar-la i es pot manipular fàcilment. El guix que es fa servir actualment en medicina incorpora tires de fibra de vidre de diferents amplades que s'endureix també amb una reacció exotèrmica deguda a la polimerització (com en el cas de les tires d'escaiola clàssiques).
El motlle també es pot fer també amb resina (termo plàstica de polipropilè de baixa temperatura). Aquest darrer material és ràdio-transparent, més lleuger i més resistent a l'aigua que l'escaiola tradicional.